# Abdul Rahman Ghassemlou
 (mars 2021).
La mise en forme du texte ne suit pas les recommandations de Wikipédia : il faut le « wikifier ».
Les points d'amélioration suivants sont les cas les plus fréquents. Le détail des points à revoir est peut-être précisé sur la page de discussion.
- Les titres sont pré-formatés par le logiciel. Ils ne sont ni en capitales, ni en gras.
- Le texte ne doit pas être écrit en capitales (les noms de famille non plus), ni en gras, ni en italique, ni en « petit »…
- Le gras n'est utilisé que pour surligner le titre de l'article dans l'introduction, une seule fois.
- L'italique est rarement utilisé : mots en langue étrangère, titres d'œuvres, noms de bateaux, etc.
- Les citations ne sont pas en italique mais en corps de texte normal. Elles sont entourées par des guillemets français : « et ».
- Les listes à puces sont à éviter, des paragraphes rédigés étant largement préférés. Les tableaux sont à réserver à la présentation de données structurées (résultats, etc.).
- Les appels de note de bas de page (petits chiffres en exposant, introduits par l'outil «  Source ») sont à placer entre la fin de phrase et le point final[comme ça].
- Les liens internes (vers d'autres articles de Wikipédia) sont à choisir avec parcimonie. Créez des liens vers des articles approfondissant le sujet. Les termes génériques sans rapport avec le sujet sont à éviter, ainsi que les répétitions de liens vers un même terme.
- Les liens externes sont à placer uniquement dans une section « Liens externes », à la fin de l'article. Ces liens sont à choisir avec parcimonie suivant les règles définies. Si un lien sert de source à l'article, son insertion dans le texte est à faire par les notes de bas de page.
- La présentation des références doit suivre les conventions bibliographiques. Il est recommandé d'utiliser les modèles {{Ouvrage}}, {{Chapitre}}, {{Article}}, {{Lien web}} et/ou {{Bibliographie}}. Le mode d'édition visuel peut mettre en forme automatiquement les références.
- Insérer une infobox (cadre d'informations à droite) n'est pas obligatoire pour parachever la mise en page.

Pour une aide détaillée, merci de consulter Aide:Wikification.
Si vous pensez que ces points ont été résolus, vous pouvez retirer ce bandeau et améliorer la mise en forme d'un autre article.
 (février 2021).
Si vous disposez d'ouvrages ou d'articles de référence ou si vous connaissez des sites web de qualité traitant du thème abordé ici, merci de compléter l'article en donnant les références utiles à sa vérifiabilité et en les liant à la section « Notes et références ».
Abdul Rahman Ghassemlou (22 décembre 1930 - 13 juillet 1989) est un économiste, un universitaire et un homme politique kurde iranien qui a été le secrétaire général du Parti démocratique du Kurdistan d’Iran (PDKI) de 1973 jusqu'à son assassinat, le 13 juillet 1989, commis par des agents de la république islamique d'Iran.

## Biographie

### Jeunesse et Famille
Ghassemlou est né le 22 décembre 1930 dans la vallée de Qasimlo situé dans la région de Urmiya. Il vient au monde dans une famille aisée. Son père est un riche propriétaire terrien d'origine kurde et sa mère est une assyrienne.

### Éducation
Il passe son enfance dans son village natal puis rejoint les bancs d’une école à Téhéran pour ses études secondaires. C'est une période qui est alors marquée par la lutte contre le fascisme.
En 1947, âgé de 17 ans, il quitte l’Iran pour entreprendre des études supérieures et s'établit à Paris. La tentative d'assassinat contre Mohammad Reza Pahlavi en 1949 pousse les étudiants iraniens à manifester devant l'ambassade d'Iran à Paris. Il y tient un discours qui lui coûte la fin de l'aide financière envoyée par  son père lequel avait reçu des pressions de la part du gouvernement iranien. Abdul Rahman Ghossemlou s'oriente alors vers un syndicat d'étudiants internationaux qui lui permet de continuer ses études d'économie à l'université Charles de Prague. Il y obtient sa licence de Sciences économiques et politiques en 1952 et se marie, la même année, avec Helen Ghassemlou. Il retourne ensuite pendant plusieurs années au Kurdistan.

### Recherches et publications
Au début des années 60, il retourne à Prague où il termine sa thèse sur l'économie et l'histoire du Kurdistan à partir de laquelle il rédige le livre Kurdistan and the kurds en 1965, traduction anglaise de sa recherche initialement publiée en tchèque. Le livre sort ensuite en arabe en 1967, en polonais en 1969 et  en kurde en 1973. Dans cette recherche marquée par les études marxistes, il prône notamment l'indépendance du Kurdistan.
Il devient par la suite lecteur de kurde aux Langues Orientales à Paris et tient  des conférences à l’université de la Sorbonne sur la civilisation kurde.
Son deuxième livre 40 ans de Luttes, qui traite des débuts du PDKI et de la république du Kurdistan, paraît en 1987.
Économiste polyglotte, Abdul Rahman Ghassemlou maitrise le sorani, le kurmandji, le persan, l'arabe, l'azerbaïdjanais, l'anglais, le français, le tchèque et le russe.

### Carrière politique

#### Ses débuts en politique
Marxiste et nationaliste, il retourne au Kurdistan après l'obtention de sa licence en Sciences économiques et entre au PDKI. Bien qu'adhérant aux idéaux de gauche, il veut détacher le PDKI du Tudeh qui s'intéressait peu aux revendications kurdes. En 1952, la rupture entre le Tudeh et le PDKI est consommée.
En Irak, en 1958, le roi Fayçal II est fusillé par les putschistes menés par Abdul Karim Qasim et la monarchie irakienne chute. Mustafa Barzani, alors réfugié en URSS, retourne au Kurdistan irakien. À la suite de ces évènements Abdul Rahman Ghassemlou arrive en Irak avec l’espoir de rencontrer le leader kurde. Il est finalement expulsé en 1960 à cause des montées en tensions entre les kurdes et Bagdad. Il retourne à Prague en 1960 pour y finir son doctorat.
L'accord kurdo-irakien, bien accueilli par les Kurdes d'Iran lui permet de se rendre à nouveau en Irak en 1970 et d'apporter ses compétences au sein d'un département qu'il dirige au ministère du Plan où il travaille jusqu'en 1973. Dans la lancée de ses bonnes relations avec le mouvement nationaliste kurde en Irak de Mustafa Barzani et l'État irakien, il participe à plusieurs négociations entre les deux partis.

#### Secrétaire général du PDKI
Lors d'un congrès du PDKI en 1973, il est élu en tant que secrétaire général, ce qui l'amène à quitter son poste au ministère irakien. Il initie alors au sein de son parti un tournant qui prône la laïcité, le socialisme et l'anticapitalisme. C'est aussi dans ces premières années qu'il lance le slogan « Démocratie pour l'Iran, autonomie pour le Kurdistan ».

#### La révolution islamique
En Iran, la monarchie est renversée lors d'un processus révolutionnaire au cours duquel le chah Mohammad Reza Palhavi fuit en Égypte le 16 janvier 1979. Ghassemlou se trouve alors en Irak. Il cherche à rencontrer, à Neauphle-le-Château en France, Khomeini qui est alors l'un des principaux leaders de ce mouvement. Ce dernier refuse de le recevoir mais Ghassemlou soutient toujours la révolution en espérant que les revendications des Kurdes seront prises en compte.
Khomeini arrive en Iran le 1er février 1979. Deux mois plus tard, il reçoit une délégation kurde le 28 mars puis déclare « Pas de Kurdes, d'Azéris, de Perses, de nations, de minorités. Nous sommes tous de la communauté d’Allah ».
Quelques mois plus tard, le 17 août 1979, il déclare qu'Abdul Rahman Ghassemlou est un « ennemi de Dieu ». Cette date marque la mise au ban des revendications kurdes au sein de la république islamique d’Iran.

#### Le Kurdistan pendant la révolution
Avec le début des manifestations l'armée iranienne se replie de certaines casernes du pays. Les zones kurdes sont donc abandonnées, ce qui laisse les mains libres aux PDKI et au Komala pour prendre les villes. Dans un discours célèbre à Mahabad, Ghassemlou exhorte le nouveau gouvernement iranien d'accéder à la demande d'autonomie.
Opposé à la violence, il condamne la prise d'otages des fonctionnaires américains travaillant à l'ambassade de Téhéran en novembre 1979.
Avec le nouveau conflit armé qui éclate entre l'Iran et l'Irak en 1980, les Kurdes se voient prendre un nouveau rôle. C'est ainsi que, pendant de nombreuses années, le PDKI et le Komala recevront directement un soutien logistique et financier de Saddam Hussein.
En 1988, le PDKI négocient avec une délégation iranienne à Vienne. Khomeini décède pendant les négociations le 3 juin 1989, ce qui les stoppe. Elles seront relancées par Rafsanjani.
Ghassemlou désire Paris comme lieu de rencontre mais les iraniens insistent « Vienne ou Berlin. Paris ne sera jamais possible. ». Le docteur Abdul Rahman Ghassemlou atterrit le 11 juillet 1989 à Vienne en provenance de Paris.

### Idéologie politique
Dr Ghassemlou prône une politique humaniste et sociale. Il défend l’obtention de droits élémentaires pour le peuple kurde comme l’apprentissage de la langue kurde à l’école ou bien encore une autonomie territoriale.
Il œuvre pour l’unité des différentes factions kurdes. Dans ce sens, il entretient de bons rapports avec les Barzani, Jelal Talabani ou bien encore des groupes armés du Rojava.
Chaque parti et mouvement recevant de l’aide de pays différents (l’Iran pour Jelal Talabani et Massoud Barzani et l’Irak pour le PDKI et le Komala) avaient des bonnes relations internes.
Ce qui permit la mise en place d’une stratégie commune pour aider les partis et faire avancer la cause kurde.
En atteste Selahedîn Mûhtedî : « Une des fiertés de la lutte kurde, dans cette période fut que les différents partis du Rojhalat, du Bashur et du Rojava, dans une petite région, se sont réunis et ils avaient, pourtant, tous des Peshmerga en nombre mais aucun problème ne s’entreposa entre eux. Il y avait de la communication. Dr Ghassmlou allait à Bagdad et avait de bonnes relations avec Saddam Hussein. Il y avait une entrevue et revenait en parler avec Mam Jelal. Mam Jelal allait à Téhéranet parlait avec le gouvernement iranien. Il revenait en parlait avec Dr Ghassemlou et Abdullah Mohtadi (chef du Komala). Pour ce qui était des aides reçues par les différents partis kurdes comme l’argent ou bien encore les armes. Ils se les départageaient équitablement »
Attaché à la démocratie et aux droits de l'homme, il refuse que son parti, le PDKI, fasse le choix de la violence et du terrorisme.
Il ne voulait user de la force que comme dernier recours et éviter que la population soit la première victime des actions du PDKI. Ce qui lui apporta une grande popularité au sein de la population des Peshmerga, d’Abdul Rahman Ghassselou au Kurdistan iranien et en dehors des frontières. En effet, il avait de très bonnes relations diplomatiques avec la scène politique internationale.
Il était connu et apprécié de Bernard Kouchner, Danielle Mitterrand ou encore Yasser Arafat qui disait de lui « Ghassemlou, tout en menant une lutte armée, est resté profondément attaché aux principes démocratiques ».

### Assassinat
Ghassemlou arrive à Vienne le 11 juillet 1989 à 18 h en provenance de Paris avec Abdullah Ghaderi-Azar qui occupait le poste de représentant du PDKI en Europe. Il doit y rencontrer des interlocuteurs de la république islamique d'Iran, Jafar Sahraroodi, Mustafa Ajvadi et Amir Mansour Bozorgian lesquels étaient arrivés un jour précédent. Ces derniers possèdent des passeports diplomatiques.
C’est la deuxième fois que les délégations se rencontrent après celle avec Jalal Talabani et Ahmed Ben Bella.
Cette deuxième entrevue a lieu chez le professeur d'université irakien Fadhil Rassoul. Abdul Rahman Ghassemlou est déposé en voiture à 14 h devant l’hôtel Hilton à une soixantaine de mètres de la maison de Fadhil Rassoul. Prenant les précautions nécessaires à ce type de rencontre, Abdul Rahman Ghossemlou ne disait jamais avec qui il parlait, ni les adresses complètes des lieux de rendez-vous. Les cadres du parti eux-mêmes ne disposaient pas de ces informations. Kerim Piroti le dépose en voiture et devait venir le rechercher à 17 h. À 17 h, Le Dr Ghassemlou ne se présente pas. Une vingtaine de minutes plus tard, voyant qu’il n’était toujours pas là, il décide de faire le tour du quartier pour le retrouver. Malheureusement, la police est déjà sur les lieux.
Les trois kurdes sont abattus. Sahraroodi est blessé par balle. Il y a de forte présomption qu'Abdullah Ghaderi-Azar (qui a reçu 11 balles) se soit battu avec les assassins et que dans la panique les Iraniens auraient tiré sur l’un des leurs.
Sa blessure entrave les plans des Iraniens. À l’arrivée de la police, Bozorgian dira « Ils ont tiré, tiré sur mon ami, sauvez-le ». Sahraroodi est emmené à l’hôpital sous surveillance policière et Bozorgian est emmené au poste de police autrichien. Quant à Mustafa Ajvadi, il a fui.
Les trois assassins ne sont pas arrêtés par les autorités autrichiennes : Mansour Bozorgian est remis à l’ambassade d’Iran où il reste pendant plusieurs jours avant d’en sortir clandestinement pour fuir l'Autriche, le 22 juillet. Jafar Sahraroodi est rapatrié par avion dans son pays.
Finalement, Mansour Bozorgian est promu général. Il a été nommé chef du quartier général des Pasdaran à Urmia, la ville natale de Ghassemlou.
Un citoyen allemand dira, en 2006 aux officiers italiens anti-mafia, qu’il était en contact avec les services de renseignement iraniens et que dans les premières semaines de juillet 1989, il ira livrer une dizaine d’armes légères à l’ambassade iranienne à Vienne.
Le 20 juillet 1989, ils seront enterrés devant des milliers de kurdes réunis au cimetière du Père Lachaise à Paris.
Un cortège allant de la place de la République au cimetière du Père-Lachaise rassemble des milliers de militants, entourant Helen Ghassemlou et ses filles. Deux ans plus tard, Bernard Kouchner écrit à propos d'Abdul Rahman Ghossemlou : « Lui seul avait la dimension historique suffisante pour embrasser tous les aspects des populations kurdes diverses et bagarreuses ».

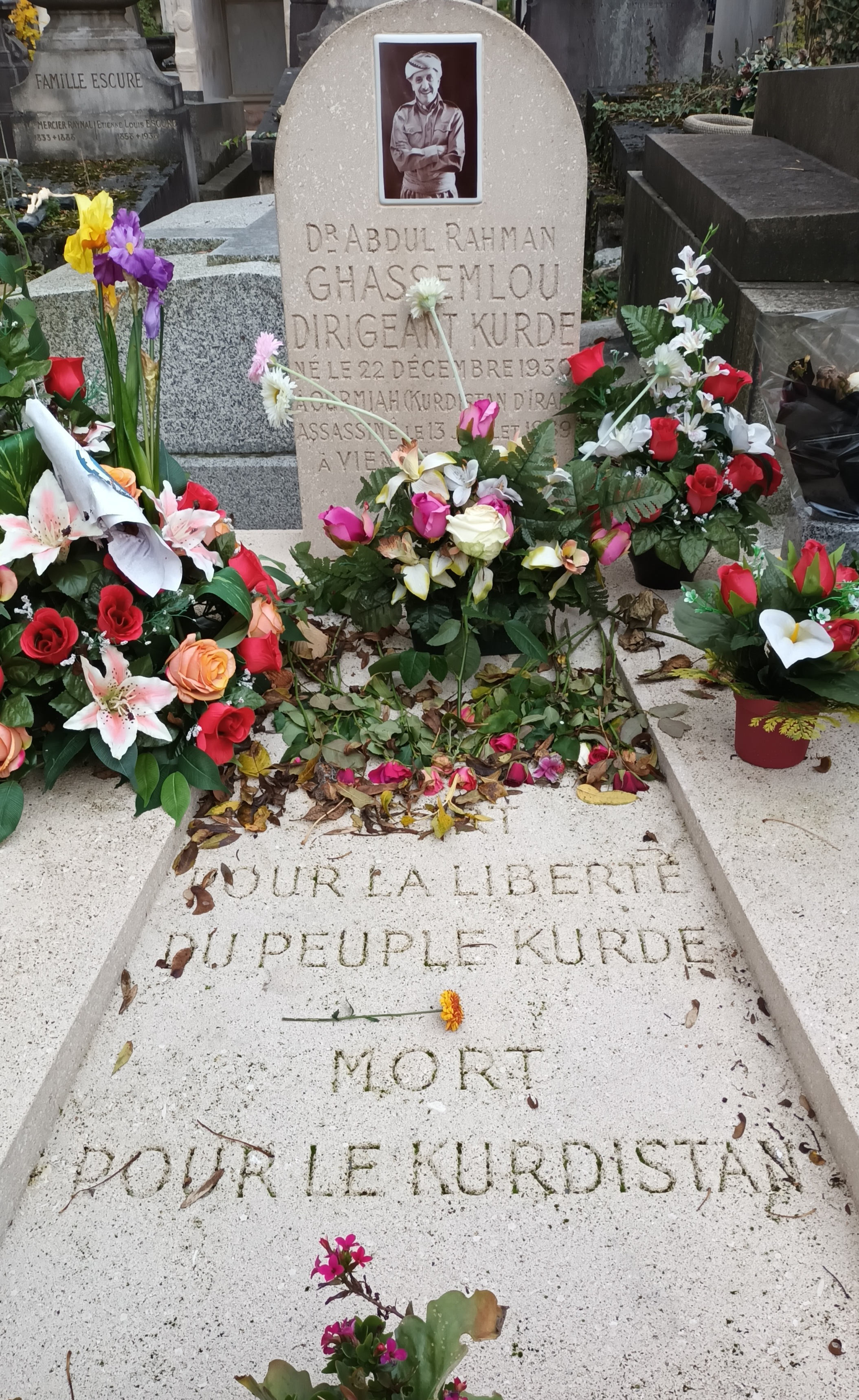
Tombe du Dr Ghassemlou au cimetière du Père-Lachaise (division 76).

Le 4 septembre 1989, le secrétaire général par intérim du PDKI, Saïd Badal, lors d'une visite à Bagdad, impute au président de la république islamique d'Iran récemment élu, H. Rafsandjani, la responsabilité de l'assassinat d'Abdul Rahman Ghossemlou. Néanmoins, Christiane More considère en 1994 que le crime a été absous par la communauté internationale, tout comme celui à l'encontre de Sadegh Sharafkandi.
Il est inhumé au cimetière du Père-Lachaise (division 76)